# Ulrich von Veringen
Ulrich von Veringen († 15. Januar 1200 in St. Gallen) war von 1199 bis 1200 Abt des Klosters St. Gallen. Er stammte aus dem Grafengeschlecht der Veringer und war wahrscheinlich ein Sohn des Grafen Marquard von Veringen und ein Bruder der Grafen Heinrich und Manegold von Veringen.

## Wirken
Ulrich von Veringen wurde am 4. Februar 1199 als Propst zum Abt von St. Gallen gewählt. In seiner kurzen Amtszeit von 49 Wochen häufte das Kloster beträchtliche Schulden an, sodass Abt Ulrich sich gezwungen sah, die Klosterhöfe zu Romanshorn, Hüttenwil und Elgg zu verpfänden sowie Teile des Klosterschatzes zu veräussern. Bei seinem Tod am 15. Januar 1200 wies die Abtei eine Schuld von 70 Pfund auf.